# 罗毅 (足球运动员)
罗毅（1987年6月24日—），中国足球运动员，司职中场，目前效力于中甲球队武汉卓尔。

## 职业生涯
职业生涯始于前武汉光谷1987年龄段梯队，2008年末武汉光谷退赛后罗毅于2009赛季加盟重庆力帆，随队征战中超、中甲联赛。2011年12月回归武汉足球俱乐部。2013年随队征战中超联赛。2017年2月16日武汉卓尔官方宣布续约罗毅3年。